# 小さな兵隊
『小さな兵隊』（ちいさなへいたい、仏語 Le Petit Soldat）は、ジャン＝リュック・ゴダール監督によるフランス映画。『勝手にしやがれ』につづく長編第2作として1960年に製作されたが、映画倫理規程管理委員会は上映禁止を決定。3年後の1963年にようやく公開された。

## 概要
1959年夏、ジャン＝リュック・ゴダールは長編第1作『勝手にしやがれ』のキャスティングをしているときに、浴槽に入って首まで石鹸の泡に浸かっている少女が出演しているパルモリヴとモンサヴォンの広告を見た。広告代理店が少女の住所を知らせ、ゴダールは電報を打った。少女はシャンゼリゼにある映画プロデューサーのジョルジュ・ド・ボールガールの事務所にやってきた。ゴダールはちょっとした役をやってもらうと告げた。「服を脱いでもらうことになる」「服は脱ぎません」。少女が腹を立てると、ゴダールは「でも石鹸の広告に出ていたでしょう」と言った。「頭がおかしいのですか？ その広告ではちゃんと服を着ていました」。そう言うと少女はドアを乱暴に閉めて出て行った。少女の名はアンナ・カリーナといった。
同年9月に『勝手にしやがれ』を撮り終えるや否や、ゴダールとボールガールは第2作を作ることに同意した。ゴダールは再び電報をカリーナに打った。「マドモアゼル、今度は主役があります」と電報には書かれてあった。
ゴダールは、ロベール・ブレッソンの『スリ』（1959年12月公開）と、アンドレ・マルローが自身の小説をボリス・ペスキンと共同監督で映画化した『希望（Espoir, sierra de Teruel）』（1945年6月公開）に影響され、自分なりの作品を今度はつくりたいと考えた。初めは「洗脳」というテーマで次回作の構想を練ったが、もっと普遍的な主題を取り上げるべきではないかと考え直した。
1960年3月16日、『勝手にしやがれ』が公開。このときにはすでに『小さな兵隊』のスタッフの一部は撮影地のジュネーヴに腰を据えていた。カリーナは当時の恋人のギラン・デュサールとともに当地で単室のアパートを借りた。ゴダールは次のように述べている。
同年3月28日、CNC（フランス中央映画庁）は、63万3500新フランの見積もりのもとに、レ・フィルム・ジョルジュ・ド・ボールガールに製作許可を与える。3月末から5月末にかけてジュネーブで撮影は行われた。撮影はたびたび中断されたが、費用は約40万新フランに抑えられた。ゴダールはあらゆる国の拷問の方法を徹底的に調べたとされる。
同年夏、ゴダールはプライベートの試写を行った。試写室にはフランソワ・トリュフォーやクロード・シャブロルのほか、新外映の秦早穂子がいた。秦は翌年に『映画評論』に寄稿した評論でこう書いている。
同年9月7日、映画倫理規程管理委員会は協議を行い、禁止12票、許可6票、棄権1票により、上映禁止を決定した。9月15日、テールノワール情報相はボールガールに禁止の旨を通告し、「自分の観点から」と断ったうえでその理由を明らかにした。「たとえFLN（アルジェリア民族解放戦線）の工作員たちによってではあっても、拷問が描かれている」「主人公は脱走兵である。フランスのすべての若者がアルジェリアで兵役につき、かつ戦うよう呼びかけられているときに、脱走兵の口から、それと対立するふるまいが陳述され、顕揚され、最終的に正当化されるのを容認するわけにはいかない」「反乱の大義を擁護しかつ称揚する一方で、アルジェリアでのフランスの行動をあらゆる理想を欠いたものとして提示する言葉は、今日の情勢においては、それだけで上映禁止の理由となる」とテールノワールは述べた。
同月、ゴダールとボールガールは、上映禁止措置に対する抗議声明を共同で発表した。
1961年1月8日、フランスとアルジェリアで国民投票が行われ、75パーセントがアルジェリア民族の自決権を「支持」した。同年1月13日、ボールガールは再び反撃に打って出て、上映禁止を解除するよう当局に要求した。『カイエ・デュ・シネマ』は同年1月号にゴダールが書いたシノプシス、マルセル・マルタンによるゴダールとミシェル・シュボールへのインタビューを掲載した。つづいて5月号と6月号に、映画の写真と、サウンドトラックの言葉の部分の全体を採録して掲載した。
1962年7月5日、アルジェリアは独立を宣言。同年8月中旬、ベルフィット情報相の官房のメンバーたちは『小さな兵隊』を見た。問題とされる台詞をチェックし、約50分の削除がなされた。約1時間27分に短縮された映画は同年9月7日、検閲委員会にかけられ、9月11日、情報担当閣外大臣事務局が映画の興行を許可した。しかし映画倫理規程管理委員会はなおも食い下がり、予告編から「目下議論沸騰中の問題」「短刀の切っ先で自分の道を切り開かなけばならない」などの言葉の削除を求めた。
同年12月末、パリ大学（ソルボンヌ）で特別上映会が行われ、ゴダールとボールガールのほか、『カイエ・デュ・シネマ』のスタッフは全員出席した。
1963年1月25日、『小さな兵隊』は二つの映画館でようやく一般公開された。2週間の総入場者数は74,127人だった。

## あらすじ
ブリュノ（ミシェル・シュボール）は報道カメラマン。ジュネーヴでの仕事を終えて、友人の紹介でヴェロニカ（アンナ・カリーナ）に出逢う。
ブリュノにはカメラマン以外の秘密の顔があった。フランスの極右組織のOAS（秘密軍事組織）のエージェントであった。二重スパイだと疑われた彼にOASが下した新しい指令は、「反OAS的ジャーナリスト、パリヴォダの暗殺」である。ブリュノは拒否したが、かつて軍隊を脱走したという弱みを握られていた。ブリュノはヴェロニカとともに逃げる。逃げ切れずに追い詰められ、暗殺を引き受けざるを得なくなる。ブリュノは撃つことができない。
ブリュノはOASにとって、反逆者とされたが、動きをかぎつけたFLN（アルジェリア民族解放戦線）に危険人物として捕われてしまう。
やがてヴェロニカの手により脱出したブリュノは、ヴェロニカの秘密を知る。ヴェロニカはFLNのスパイであり、その任務は、ブリュノを監視し、OASとの接触を知らせることであった。ヴェロニカはFLNに反逆し、ブリュノとともに国外逃亡を企てる。しかしふたりとも、OASに捕らわれてしまう。
ブリュノは、ヴェロニカを救うためにOASの要求を呑んだ。パリヴォダを撃ったのだ。

## スタッフ
- 監督・脚本 : ジャン＝リュック・ゴダール
- 音楽 : モーリス・ルルー
- 撮影監督 : ラウール・クタール
- 撮影オペレータ : ミシェル・ラトゥーシュ
- 録音 : ジャック・モーモン
- 編集 : アニエス・ギュモ、リラ・ヘルマン、ナディーヌ・マルカン
- スクリプター : シュザンヌ・シフマン
- 助監督 : フランシス・コニャニー
- プロデューサー : ジョルジュ・ド・ボールガール
- 製作会社 : レ・プロデュクシオン・ジョルジュ・ド・ボールガール、ソシエテ・ヌーヴェル・ド・シネマトグラフィ

## キャスト
- ミシェル・シュボール （ブリュノ・フォルスティエ）
- アンナ・カリーナ （ヴェロニカ・ドレエル）
- アンリ＝ジャック・ユエ （ジャック）
- ポール・ボーヴェ （ポール）
- ラズロ・サボ （ラズロ）

ノンクレジット アルファベット順
- ジョルジュ・ド・ボールガール （活動家の指導者）
- ジルベール・エダール
- ジャン＝リュック・ゴダール （鉄道の駅にいる男）

## 評価
レビュー・アグリゲーターのRotten Tomatoesでは18件のレビューで支持率は78%、平均点は7.00/10となった。Metacriticでは5件のレビューを基に加重平均値が97/100となった。